# 卡尼莱斯
卡尼莱斯，是西班牙安达卢西亚自治区格拉纳达省的一个市镇。总面积217平方公里，2001年普查人口總數為4817人，人口密度為每平方公里22人。